# Tufão Kalmaegi (2008)
O tufão Kalmaegi (designação internacional: 0807; designação do JTWC: 08W; designação filipina: Helen) foi um intenso ciclone tropical que atingiu a ilha de Taiwan em meados de Julho de 2008. Sendo o nono ciclone tropical, o sétimo sistema tropical dotado de nome e o quinto tufão da temporada de tufões no Pacífico de 2008, Kalmaegi formou-se de uma perturbação tropical a nordeste das Filipinas, seguindo inicialmente para oeste-sudoeste, em direção ao arquipélago filipino, antes de recurvar e seguir para norte-nordeste, atingindo a ilha de Taiwan em 17 de Julho, pouco antes de atingir o seu pico de intensidade, com ventos máximos sustentados de 165 km/h, segundo o Joint Typhoon Warning Center, ou 140 km/h, segundo a Agência Meteorológica do Japão. Após deixar Taiwan e seguir pelo estreito de Taiwan, Kalmaegi se enfraqueceu para uma tempestade tropical antes de atingir a província chinesa de Fujian. Sobre a China continental, Kalmaegi se enfraqueceu significativamente antes de seguir para o mar Amarelo, dissipando-se totalmente sobre a península da Coreia.
Kalmaegi produziu destruição nas Filipinas, em Taiwan e na China. No arquipélago filipino, Kalmaegi provocou chuvas fortes, principalmente em Luzon; duas pessoas morreram em decorrência das chuvas fortes associadas ao tufão. Em Taiwan, Kalmaegi provocou intensas enchentes, além de ventos fortes, provocando estragos na agricultura local, além de causar 19 fatalidades. Na China, os efeitos foram menores, já que Kalmaegi atingiu a região já como uma enfraquecida tempestade tropical, no entanto, em algumas localidades da província de Fujian, foram relatadas enchentes.

## História meteorológica

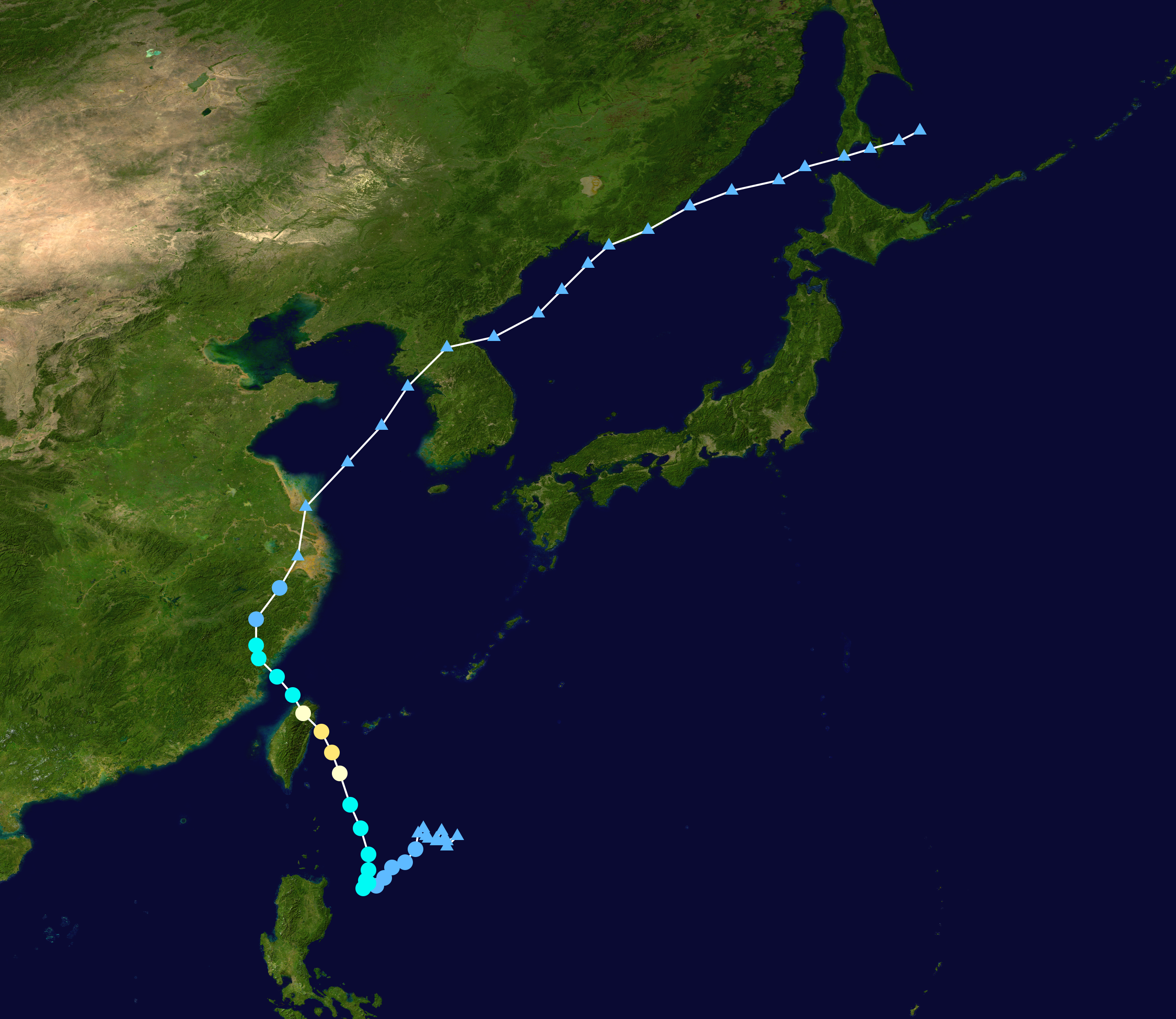
O caminho de Kalmaegi

A área de convecção que viria dar origem ao tufão Kalmaegi foi observada pela primeira vez em 9 de Julho a cerca de 485 km a leste-sudeste de Kaohsiung, Taiwan. Com bons fluxos de saída equatoriais e com baixo cisalhamento do vento, o sistema começou a se organizar gradualmente e o Joint Typhoon Warning Center começou a monitorar o sistema como uma perturbação tropical em 11 de Julho. No dia seguinte, a Agência Meteorológica do Japão considerou o sistema como uma fraca depressão tropical. No entanto, o sistema não foi capaz de se intensificar rapidamente devido à intrusão de ar seco. A partir de 13 de Julho, o sistema começou a demonstrar sinais de organização, com o aumento das áreas de convecção e a melhora das condições atmosféricas de altos níveis. Com isso, a AMJ classificou o sistema como uma depressão tropical plena durante aquela manhã (UTC), enquanto que o JTWC emitiu um Alerta de Formação de Ciclone Tropical (AFCT) sobre o sistema, mencionando que o sistema poderia se tornar um ciclone tropical significativo dentro de um período de 24 horas. Mais tarde naquele dia, a Administração de Serviços Atmosféricos, Geofísicos e Astronômicos das Filipinas (PAGASA) classificou o sistema também como uma depressão tropical e lhe atribuiu o nome filipino de Helen. Durante a manhã de 14 de Julho, o JTWC também classificou o sistema como uma depressão tropical. Naquele momento, o centro da depressão localizava-se a cerca de 740 km a sul-sudeste de Taipei, Taiwan.

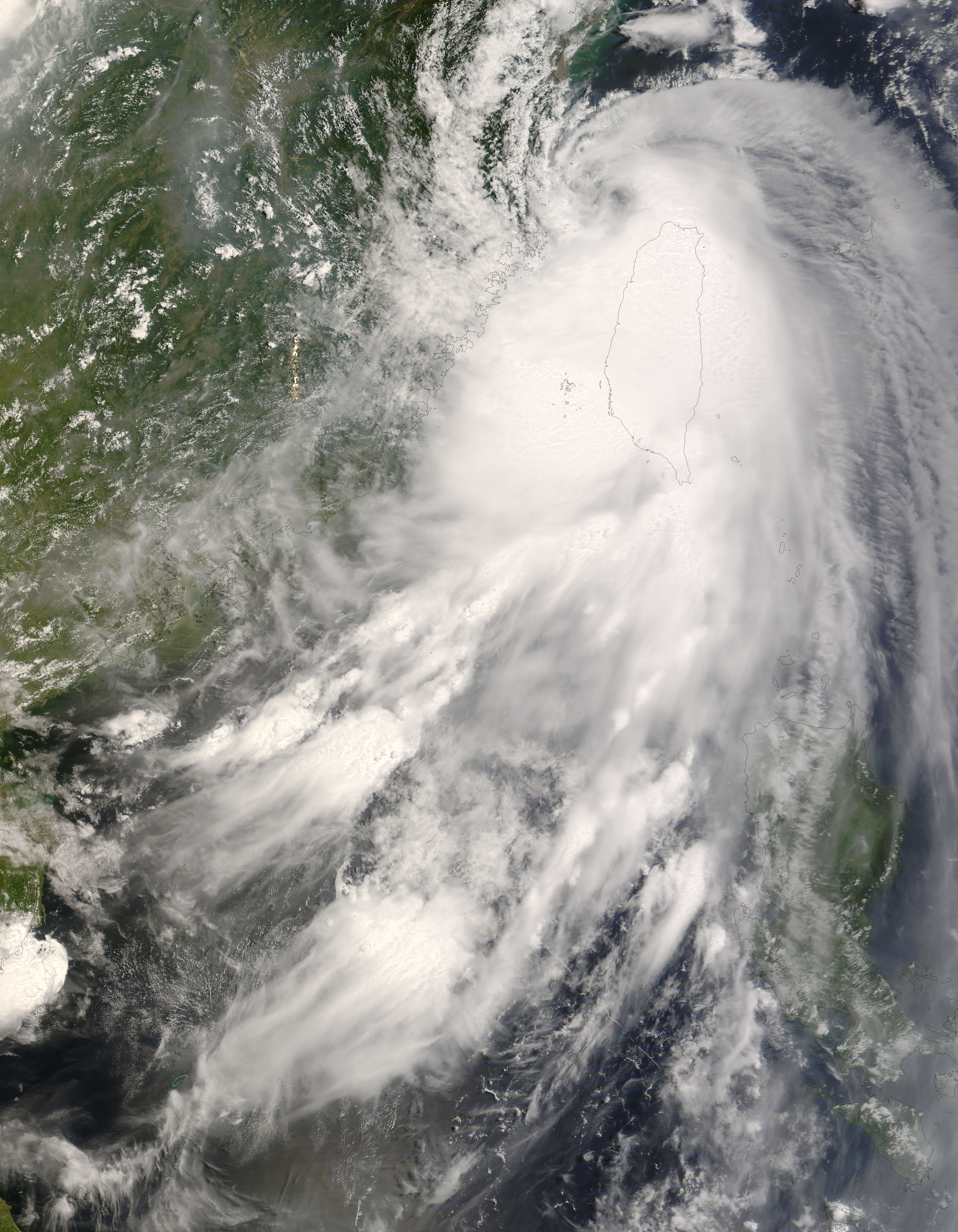
Kalmaegi sobre o estreito de Taiwan

No entanto, com o aumento do cisalhamento do vento, a depressão foi incapaz de se desenvolver rapidamente. Além disso, um cavado de altos níveis dificultava o fluxo de saída polar do sistema. Pós-operacionalmente, o JTWC classificou a depressão para uma tempestade tropical no começo da madrugada (UTC) de 15 de Julho, embora tenha desclassificado o sistema para uma depressão tropical nove horas depois. Horas depois, a AMJ classificou o sistema para uma tempestade tropical, atribuindo-lhe o nome Kalmaegi, que foi submetido pela Coreia do Norte à lista de nomes de tufões e refere-se a um tipo de gaivota, em coreano. Seguindo inicialmente para oeste-sudoeste devido à presença de uma alta subtropical de médios níveis ao seu norte, Kalmaegi continuou a se organizar e durante a tarde de 15 de Julho, o JTWC novamente classificou o sistema como uma tempestade tropical. A partir de 16 de Julho, Kalmaegi começou a seguir para norte-noroeste, devido ao enfraquecimento da alta subtropical ao seu norte, além do fortalecimento de uma crista ao seu leste. Continuando a se intensificar, Kalmaegi tornou-se uma tempestade tropical severa mais tarde naquele dia, e um tufão no começo da madrugada de 17 de Julho, segundo a AMJ, após um período de rápida intensificação. Ainda durante aquela madrugada (UTC), Kalmaegi começou a exibir um olho irregular no centro de suas áreas de convecção, vistas somente em imagens de satélite no canal microondas. Ao mesmo tempo, o JTWC também classificou Kalmaegi como um tufão. Kalmaegi atingiu o pico de intensidade, com ventos máximos sustentados de 165 km/h, segundo o JTWC, ou 140 km/h, segundo a AMJ ainda em 17 de Julho.
Pouco depois, continuando a seguir para norte-noroeste, Kalmaegi fez landfall no norte de Taiwan, logo ao sul de Taipei, com ventos de até 160 km/h. Devido à interação com os terrenos montanhosos da ilha, Kalmaegi começou rapidamente a se enfraquecer. No final da noite (UTC) de 17 de Julho, a AMJ desclassificou Kalmaegi para uma tempestade tropical severa Logo em seguida, Kalmaegi começou a seguir sobre o estreito de Taiwan. No entanto, foi incapaz de voltar a se organizar com o aumento do cisalhamento do vento e com isso, o JTWC desclassificou Kalmaegi para uma tempestade tropical durante a madrugada de 18 de Julho. O contínuo enfraquecimento de Kalmaegi fez a AMJ desclassificar o sistema para uma simples tempestade tropical. Continuando a seguir para noroeste, Kalmaegi fez o seu segundo e final landfall na costa China, perto da prefeitura de Luoyang, com ventos máximos sustentados de 95 km/h, por volta das 10:00 (UTC) de 18 de Julho. A interação com a China continental aliada ao cisalhamento do vento contribuíram para um enfraquecimento adicional do sistema e o JTWC emitiu seu último aviso sobre o sistema mais tarde naquele dia. A AMJ ainda manteve os avisos regulares sobre Kalmaegi até 20 de Julho, quando o sistema dissipou-se completamente sobre a Península da Coreia.

## Preparativos

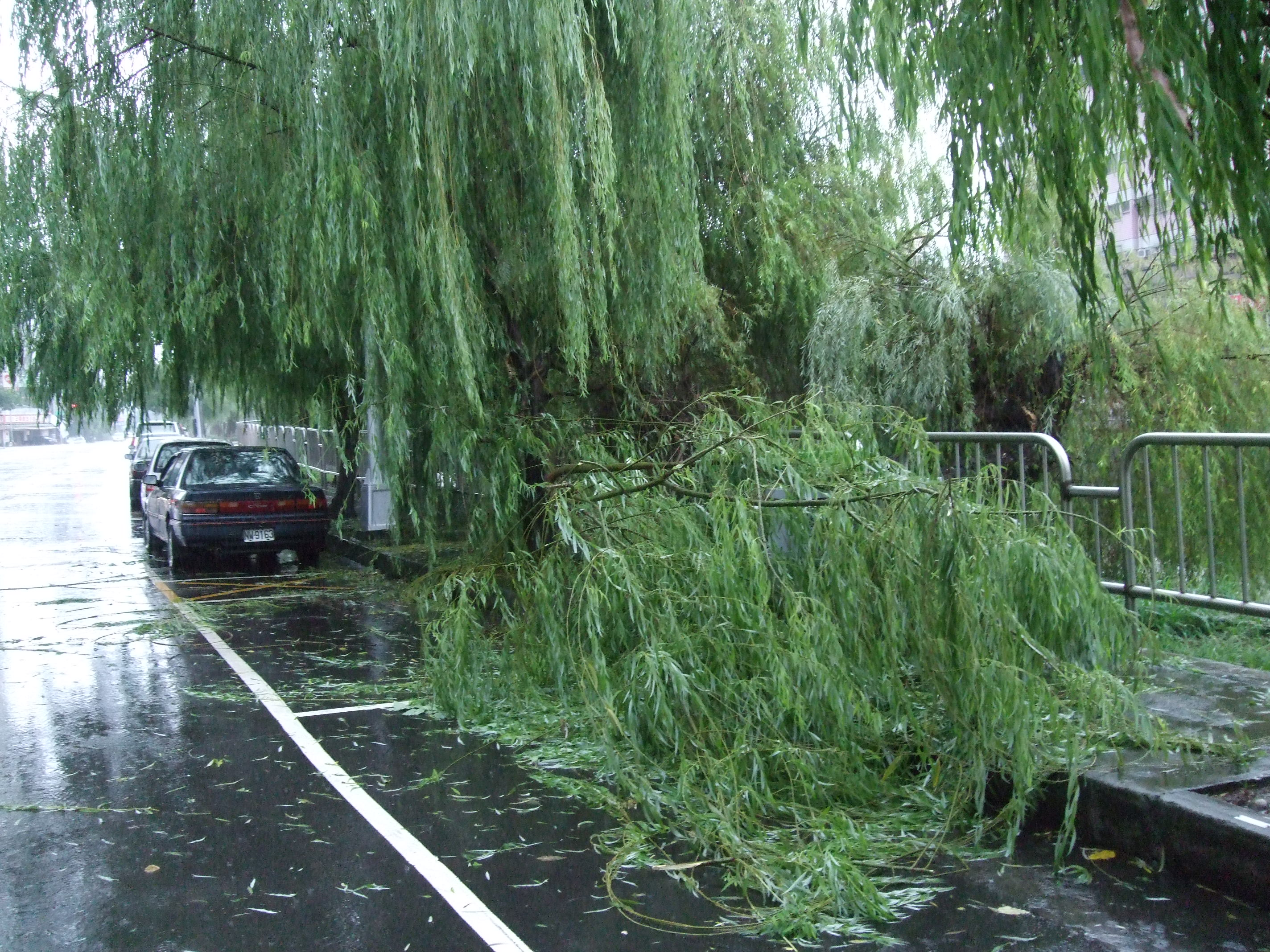
Galhos de árvores quebrados pelos ventos fortes de Kalmaegi em Taiwan

Em 15 de Julho, a Administração de Serviços Atmosféricos, Geofísicos e Astronômicos das Filipinas (PAGASA) içou sinais públicos de tempestade assim que Kalmaegi (nas Filipinas conhecido como Helen) começou a ficar ativo a nordeste da ilha de Luzon. O governo das províncias sob o sinal público de tempestade nº1 ou nº2 cancelaram as atividades escolares, temendo as fortes chuvas que o sistema poderia trazer. Também foi recomendado aos habitantes de áreas baixas e de encostas sobre os riscos de deslizamentos de terra e de fortes enchentes, e de fortes ondas para os habitantes costeiros.
Taiwan emitiu em 17 de Julho um aviso de tufão para toda a ilha, sendo que um aviso de chuvas e ventos fortes foi declarado para os condados de Taiwan setentrionais, incluindo a grande Taipei.
Na China, o observatório meteorológico da província de Zhejiang emitiu em 18 de Julho um aviso de tempestade tropical para toda a sua costa. Segundo o observatório, eram esperados ventos e fortes chuvas associadas à passagem de Kalmaegi. Naquela província e na província vizinha de Zhejiang, cerca de 360.000 residentes tiveram que deixar suas residências em áreas baixas e costeiras para se refugiarem em abrigos e locais altos como preparativo da chegada de Kalmaegi. Boa parte das escolas e do comércio na região permaneceram fechadas.

## Impactos

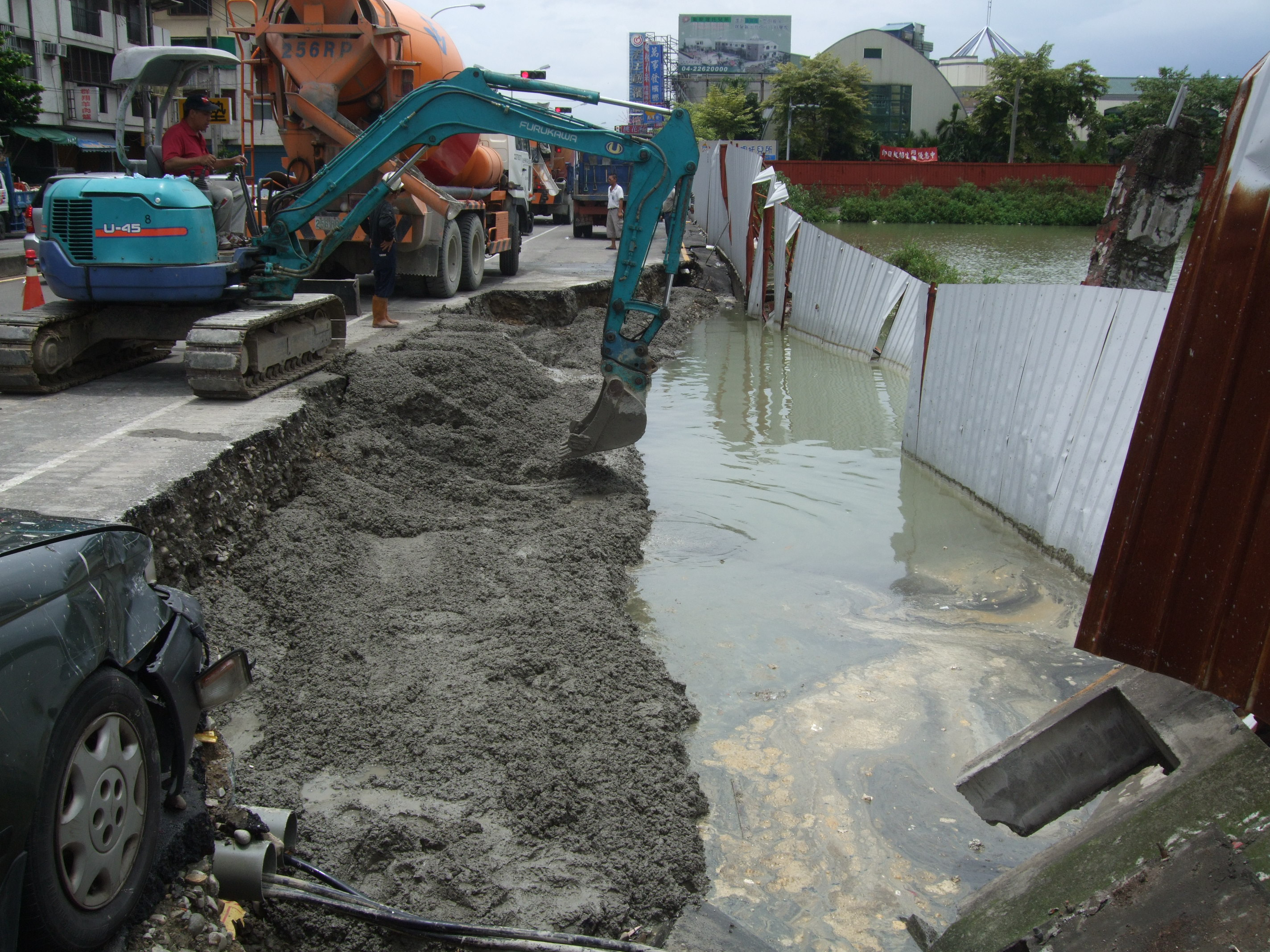
Avenida danificada pela força da enxurrada causada por Kalmaegi em Taichung, Taiwan

Kalmaegi provocou fortes chuvas no norte das Filipinas. 82 comunidades foram severamente afetadas pelo sistema tropical, principalmente nas regiões de Ilocos e Vale de Cagayan. Os ventos e as chuvas fortes causaram danos na agricultura e nos estoques de alimentos na região; os prejuízos foram estimados em 45.000 pesos filipinos. Chuvas fortes também foram relatadas em toda a ilha de Luzon, já que Kalmaegi ajudou na intensificação de um monção sobre a região. Ao todo, Kalmaegi afetou severamente 31.129 pessoas em toda as Filipinas, sendo que houve duas fatalidades em decorrência da passagem do ciclone pela região. Os prejuízos totais causados por Kalmaegi somente no arquipélago filipino são estimados em 7 milhões de pesos filipinos.
O centro do tufão Kalmaegi atingiu a costa de Taiwan, na região do Condado de Ilan, no começo da tarde (UTC) de 17 de Julho, com ventos máximos sustentados de 160 km/h, e manteve-se ativo sobre a ilha até o começo da madrugada (UTC) de 18 de Julho, quando Kalmaegi seguiu para o estreito de Taiwan. Os ventos e as chuvas fortes causaram danos na rede de distribuição de eletricidade; segundo uma estimativa, 115.000 pessoas ficaram sem o fornecimento de eletricidade, principalmente nas cidades de Tainan, Nantou e Taichung. Chuvas torrenciais foram relatadas em praticamente toda a ilha de Taiwan; nas regiões montanhosas da ilha, uma estação meteorológica no condado de Tainan registrou precipitação acumulada de 1.100 mm, recordes históricos para a região. As fortes chuvas provocaram deslizamentos de terra e severas enchentes em praticamente toda a ilha. A agricultura foi severamente afetada; cerca de 5.100 hectares de plantações foram totalmente destruídas; a maior parte plantações de orquídeas. Ao todo, foram registradas 19 fatalidades como decorrência da passagem de Kalmaegi por Taiwan; seis pessoas ainda continuam desaparecidas. Os prejuízos totais foram estimados em 650 milhões de novos dólares de Taiwan (cerca de 26 milhões de dólares - valores em 2008), sendo que somente na agricultura as perdas foram calculadas em 16 milhões de dólares.
Após deixar Taiwan, Kalmaegi, já mais enfraquecido, seguiu para o estreito de Taiwan, atingindo a província chinesa de Fujian, no condado de Xiapu, por volta das 09:50 (UTC) de 18 de Julho, com ventos máximos sustentados de 85 km/h. Pelo menos 21 condados de Fujian receberam severas chuvas, embora não tão intensas quanto às de Taiwan. Apesar de algumas estações meteorológicas registrassem precipitação acumulada superiores a 100 mm, não há relatos de fatalidades ou pessoas feridas, nem prejuízos como decorrência da passagem de Kalmaegi pela região.
Kalmaegi, após seguir para norte-nordeste, seguiu para o mar Amarelo e atingiu a península da Coreia já como um sistema bastante enfraquecido. Tanto na Coreia do Norte quanto na Coreia do Sul não foi relatado qualquer dano pessoal associado ao sistema tropical.